# Puchar Świata w skokach narciarskich w Gallio
Puchar Świata w skokach narciarskich w Gallio po raz pierwszy, i dotąd jedyny, został rozegrany w sezonie 1987/88. Na Trampolino di Pakstall triumfował reprezentant Austrii, Ernst Vettori.

## Medaliści konkursów PŚ w Gallio
| Lp | Data             | Skocznia               | K   | Uwagi | 1. miejsce | 2. miejsce | 3. miejsce |
| -- | ---------------- | ---------------------- | --- | ----- | ---------- | ---------- | ---------- |
| 1. | 17 stycznia 1988 | Trampolino di Pakstall | K95 | -     | E.Vettori  | P.Ulaga    | J.Parma    |